# E-Prix de Roma
El e-Prix de Roma fue una carrera de automovilismo válida para el campeonato mundial de Fórmula E, que actualmente se disputa en el Circuito callejero del EUR, en Roma, Italia.

## Historia
Se hablaba de un e-Prix de Roma desde su temporada inaugural, sin embargo no hubo acciones concretas hasta el año 2017, cuando la ciudad y la categoría firmaron un acuerdo para la realización de una carrera en suelo romano, se decidió posteriormente utilizar la zona del EUR (Esposizione Universale Roma), con un trazado que contaba con 2,84 km, que contenía 21 curvas y atravesaba el obelisco de Marconi, entre otras atracciones de la zona, durante el año 2020, en la temporada 2019-20, se suspendió la prueba debido a la situación del COVID-19 en Italia, sin embargo volvió al calendario de Fórmula E, con un circuito renovado, que buscaba aprovechar la mayor cantidad de energía disponible en los autos y producir una mayor cantidad de adelantamientos, convirtiéndose en un circuito de 2,86 km y 19 curvas, un circuito mucho más rápido que su versión anterior.

## Ganadores
| Edición | Piloto            | Equipo/Chasis    | Circuito       | Resultados     |
| ------- | ----------------- | ---------------- | -------------- | -------------- |
| 2017-18 | Sam Bird          | Virgin           | EUR            | Resultados     |
| 2018-19 | Mitch Evans       | Jaguar           | EUR            | Resultados     |
| 2019-20 | No se disputó.    | No se disputó.   | No se disputó. | No se disputó. |
| 2020-21 | Jean-Éric Vergne  | Techeetah        | EUR            | Resultados     |
| 2020-21 | Stoffel Vandoorne | Mercedes         | EUR            | Resultados     |
| 2021-22 | Mitch Evans (2)   | Jaguar           | EUR            | Resultados     |
| 2021-22 | Mitch Evans (3)   | Jaguar           | EUR            | Resultados     |
| 2022-23 | Mitch Evans (4)   | Jaguar           | EUR            | Resultados     |
| 2022-23 | Jake Dennis       | Andretti-Porsche | EUR            | Resultados     |

## Estadísticas

### Pilotos con más victorias
| Victorias | Piloto            | Años                   |
| --------- | ----------------- | ---------------------- |
| 4         | Mitch Evans       | 2019, 2022, 2022, 2023 |
| 1         | Sam Bird          | 2018                   |
| 1         | Jean-Éric Vergne  | 2021                   |
| 1         | Stoffel Vandoorne | 2021                   |
| 1         | Jake Dennis       | 2023                   |

### Equipos con más victorias
| Victorias | Equipo    | Años                   |
| --------- | --------- | ---------------------- |
| 4         | Jaguar    | 2019, 2022, 2022, 2023 |
| 1         | Virgin    | 2018                   |
| 1         | Techeetah | 2021                   |
| 1         | Mercedes  | 2021                   |
| 1         | Andretti  | 2023                   |